# 프라타스 군도
프라타스 군도(영어: Pratas Islands) 또는 둥사 군도(중국어 간체자: 東沙群岛, 정체자: 東沙群島, 병음: Dōngshā Qúndǎo, →동사 군도)는 남중국해에 있는 섬이다. 3개의 섬으로 이루어져 있으며, 중화민국 가오슝시의 관할 하에 있다. 중화인민공화국이 영유권을 주장하고 있다.
2012년 국립 중산 대학교의 Dongsha Atoll Research Station (DARS)은 생물학, 생지 화학 및 해양학 연구를 위해 설립되었다.